# Ковалевський Михаїл Євграфович
Ковалевський Михайло Євграфович (7(19) жовтня 1829, Петербург — 31 січня (12 лютого) 1884, там само) — російський державний і судовий діяч, дійсний таємний радник з українського роду Ковалевських. Учасник розробки і втілення в життя судової реформи 1860-х років.

## Життєпис
Старший син міністра народної освіти Євграфа Петровича Ковалевського.
Після закінчення курсу в училищі правознавства займав посади по судовому відомству. З 1862 року — член-редактор комісії, утвореної для вироблення законоположень по перетворенню судової частини. Був першим за часом обер-прокурором кримінального касаційного департаменту.
З 1870 р — сенатор, з 1878 р — обер-прокурор кримінального касаційного департаменту. У 1879 р член Верховного кримінального суду у справі Соловйова О. К., який вчинив замах на імператора Олександра II.
У 1880 р проводив ревізію Уфімської і Оренбурзької губерній і справ Оренбурзького генерал-губернаторства, а потім і Казанської губернії.
З 1881 року — член Державної ради по департаменту законів. Йому зобов'язана своїм облаштуванням санкт-петербурзька землеробська колонія для малолітніх злочинців.
У заслугу Ковалевському ставилося «неупередженість і глибоке розуміння судових статутів, виявлену ним як обер-прокурором і сенатором кримінального касаційного департаменту Сенату».
Помер в 1884 році «після короткочасних жахливих страждань, викликаних якоюсь таємничою причиною» . Похований в Троїце-Сергієвій пустелі поблизу Петербурга.